# Мирослав Вуядинович
Мирослав Вуядинович (чорн. Miroslav Vujadinović / Мирослав Вујадиновић, нар. 22 квітня 1983, Подгориця) — чорногорський футболіст, що грав на позиції воротаря.
Виступав, зокрема, за клуби «Будучност» та «Влазнія», а також молодіжну збірну Сербії і Чорногорії.

## Клубна кар'єра
Народився 22 квітня 1983 року в місті Подгориця. Вихованець футбольної школи клубу «Будучност» з рідного міста. Дорослу футбольну кар'єру розпочав 2002 року в основній команді того ж клубу, в якій провів вісім сезонів. Після того як 2006 року Чорногорія проголосила незалежність і почала проводити власні змагання, «Будучност» став одним з найкращих клубів країни і Вуядинович з командою виграв чемпіонат Чорногорії 2007/08.
Влітку 2010 року Мирослав перейшов у албанський клуб «Влазнія», де провів три роки. Влітку 2013 року Вуядинович став гравцем чорногорської «Младості», якій допомагав виступити у кваліфікації Ліги Європи, зігравши у всіх шести іграх турніру. Після вильоту у третьому раунді воротар повернувся до «Влазнії», де провів ще один сезон.
Згодом з 2014 по 2016 рік грав у складі клубу «Лачі», з яким 2015 року виграв Володар Кубок та Суперкубок Албанії, а завершив ігрову кар'єру у команді «Корабі», за яку виступав протягом сезону 2016/17 років.

## Виступи за збірну
Залучався до складу молодіжної збірної Сербії і Чорногорії, з якою брав участь у молодіжному чемпіонаті Європи 2006 року в Португалії, дійшовши до півфіналу.. На молодіжному рівні зіграв у 3 офіційних матчах, пропустив 1 гол.

## Статистика виступів

### Статистика клубних виступів
| Сезон                 | Команда               | Чемпіонат             | Чемпіонат | Чемпіонат | Національний кубок | Національний кубок | Національний кубок | Континентальні кубки | Континентальні кубки | Континентальні кубки | Інші змагання | Інші змагання | Інші змагання | Усього | Усього |
| Сезон                 | Команда               | Ліга                  | Ігор      | Голів     | Ліга               | Ігор               | Голів              | Ліга                 | Ігор                 | Голів                | Ліга          | Ігор          | Голів         | Ігор   | Голів  |
| --------------------- | --------------------- | --------------------- | --------- | --------- | ------------------ | ------------------ | ------------------ | -------------------- | -------------------- | -------------------- | ------------- | ------------- | ------------- | ------ | ------ |
| 2002–03               | «Будучност»           | СЛ                    | ?         | -?        | КС                 | 0                  | 0                  | -                    | -                    | -                    | -             | -             | -             | 0+     | 0+     |
| 2003–04               | «Будучност»           | СЛ                    | ?         | -?        | КС                 | 0                  | 0                  | -                    | -                    | -                    | -             | -             | -             | 0+     | 0+     |
| 2004–05               | «Будучност»           | СЛ                    | ?         | -?        | КС                 | 0                  | 0                  | -                    | -                    | -                    | -             | -             | -             | 0+     | 0+     |
| 2005–06               | «Будучност»           | СЛ                    | ?         | -?        | КС                 | 0                  | 0                  | Інт                  | 3                    | -1                   | -             | -             | -             | 3+     | -1+    |
| 2006–07               | «Будучност»           | ПЛ                    | ?         | -?        | КЧ                 | 0                  | 0                  | -                    | -                    | -                    | -             | -             | -             | 0+     | 0+     |
| 2007–08               | «Будучност»           | ПЛ                    | ?         | -?        | КЧ                 | 0                  | 0                  | КУЄФА                | 2                    | -2                   | -             | -             | -             | 2+     | -2+    |
| 2008–09               | «Будучност»           | ПЛ                    | ?         | -?        | КЧ                 | 0                  | 0                  | ЛЧ                   | 2                    | -3                   | -             | -             | -             | 2+     | -3+    |
| 2009–10               | «Будучност»           | ПЛ                    | 14        | -15       | КЧ                 | 0                  | 0                  | ЛЄ                   | 2                    | -2                   | -             | -             | -             | 16     | -17    |
| Усього за «Будучност» | Усього за «Будучност» | Усього за «Будучност» | 14+       | -15+      |                    | 0                  | 0                  |                      | 9                    | -8                   |               |               |               | 23+    | -23+   |
| 2010–11               | «Влазнія»             | СЛ                    | 27        | -24       | КА                 | 4                  | -4                 | -                    | -                    | -                    | -             | -             | -             | 31     | -28    |
| 2011–12               | «Влазнія»             | СЛ                    | 25        | -29       | КА                 | 8                  | -6                 | ЛЄ                   | 4                    | -3                   | -             | -             | -             | 37     | -38    |
| 2012–13               | «Влазнія»             | СЛ                    | 22        | -24       | КА                 | 3                  | -2                 | -                    | -                    | -                    | -             | -             | -             | 25     | -26    |
| лип.-серп. 2013       | «Младост»             | ПЛ                    | 0         | 0         | КЧ                 | 0                  | 0                  | ЛЄ                   | 6                    | -13                  | -             | -             | -             | 6      | -13    |
| 2013–14               | «Влазнія»             | СЛ                    | 30        | -35       | КА                 | 4                  | -1                 | -                    | -                    | -                    | -             | -             | -             | 34     | -36    |
| Усього за «Влазнію»   | Усього за «Влазнію»   | Усього за «Влазнію»   | 104       | -112      |                    | 19                 | -13                |                      | 4                    | -3                   |               |               |               | 127    | -128   |
| 2014–15               | «Лачі»                | СЛ                    | 32        | -16       | КА                 | 7                  | -4                 | ЛЄ                   | 4                    | -7                   | -             | -             | -             | 43     | -27    |
| 2015–16               | «Лачі»                | СЛ                    | 18        | -22       | КА                 | 2                  | 0                  | ЛЄ                   | 2                    | -1                   | СА            | 0             | 0             | 22     | -23    |
| Усього за «Лачі»      | Усього за «Лачі»      | Усього за «Лачі»      | 50        | -38       |                    | 9                  | -4                 |                      | 6                    | -8                   |               | 0             | 0             | 65     | -50    |
| 2016–17               | «Корабі»              | СЛ                    | 20        | -25       | КА                 | 2                  | -3                 | -                    | -                    | -                    | -             | -             | -             | 22     | -28    |
| Усього за кар'єру     | Усього за кар'єру     | Усього за кар'єру     | 188+      | –0+       |                    | 30                 | –                  |                      | 25                   | -32                  |               | 0             | 0             | 243+   | -242+  |

## Титули і досягнення
- Чемпіон Чорногорії (1):

«Будучност»: 2007/08
- Володар Кубка Албанії (1):

«Лачі»: 2014/15
- Володар Суперкубка Албанії (1):

«Лачі»: 2015